# Problème d'échecs orthodoxe en deux coups
Un problème d'échecs orthodoxe en deux coups est un problème d'échecs qui respecte toutes les règles du jeu d'échecs dans lequel le joueur au trait inflige un mat imparable en deux coups, quelle que soit la défense de son adversaire.
Ce genre de problèmes est souvent la porte d'entrée dans le monde de la composition échiquéenne, surtout en raison de sa simplicité et de l'universalité des concepts abordés qui se retrouvent dans les autres formes de problèmes.

## Mat en deux coups
Tout problème d'échecs est une position sur un échiquier accompagnée d'un énoncé ou d'une « stipulation ». Ici, la stipulation est : « Mat en deux coups », parfois abrégée en « #2 » ou « 2≠ », qui indique en combien de coups exactement doit être trouvé le mat. Par convention, ce sont toujours les blancs qui forcent le gain.
Toutefois, la seule stipulation ne fait pas un problème. En effet, la position sur l'échiquier ne doit pas simplement autoriser un mat en deux coups, mais elle doit être « composée », de manière à mettre en évidence une « idée » (ou un « thème ») et de ce fait doit obéir à des contraintes techniques particulières qui n'apparaissent pour ainsi dire jamais dans une partie réelle.
L'un des reproches récurrents qu'opposent d'ailleurs les joueurs d'échecs à la composition échiquéenne est lié au peu d'intérêt de celle-ci pour la préparation tactique, principalement en raison du caractère invraisemblable et artificiel des positions mises en scène. Dans l'introduction de son ouvrage, le problémiste René Mayer discute cet a priori et fait justice de ce reproche.

## Caractéristiques du problème d'échecs

### Légalité
Dans un problème « orthodoxe », la position sur l'échiquier doit respecter strictement les règles du jeu telles qu'imposées par la FIDE. Il est impératif que la position soit légalement possible : même peu probable, elle doit pouvoir être obtenue dans une supposée partie réelle. Dans les faits, on distingue deux formes d'illégalités : l'illégalité « absolue » et l'illégalité « relative ». Une illégalité absolue est une position qui ne peut en aucune façon être atteinte. L'illégalité relative est plutôt liée à la position du roi (par exemple, le roi noir est en échec, alors que c'est aux blancs de jouer...), ou à la possibilité de la prise en passant.
En principe, par convention :
- le diagramme ne doit pas contenir plus de pièces que dans la position de départ (interdiction d'avoir deux fous « de même couleur », trois cavaliers, deux dames, etc.)
- le roque est autorisé (si ses règles sont respectées)
- la prise en passant n'est légale que si l'on peut démontrer que le dernier coup adverse était un double pas en avant du pion[3]...

### Solution
Le mat doit être imparable dans le nombre de coups impartis. Si une défense astucieuse permet d'y échapper ou de prolonger l'agonie du roi noir, le problème est « démoli » et perd toute valeur. Par ailleurs, la solution doit être absolument unique : un seul coup blanc (la « clé ») permet d'obtenir le mat dans le nombre de coups stipulé. Si tel n'est pas le cas, le problème est incorrect.

### Originalité
Un problème doit être original (nouveau). Si l'on peut montrer que la même idée a déjà été exploitée de la même manière auparavant, le problème est dit « anticipé » et perd sa valeur, en particulier en compétition.

### Économie
L'économie dans un problème se réfère principalement à celle des forces et celle des temps. L'économie des forces implique que toutes les pièces présentes sur l'échiquier jouent un rôle actif dans le problème. Il ne doit pas y avoir plus de pièces que nécessaire. Si le non-respect de ce critère n'invalide pas le problème, par contre il diminue considérablement sa qualité esthétique. Cette limitation des forces en présence peut conduire à des situations totalement déséquilibrées, totalement invraisemblables dans une compétition réelle.
On distingue les problèmes en fonction du nombre de pièces présentes sur l'échiquier :
- La miniature compte jusqu'à 7 pièces[10],[11]. On qualifie de « miniature aristocratique » une position qui compte 7 pièces au maximum, sans aucun pion[12].
- Le mérédith compte jusqu'à 12 pièces[13],[14].
- La position légère compte jusqu'à 18 pièces[15].
- La position lourde compte plus de 18 pièces. On trouve même l'expression non officielle « poids lourd » pour qualifier les positions comptant plus de 20 pièces[16].
- Le « rex solus » désigne un problème dans lequel les noirs n'ont qu'une seule pièce, le roi[17],[18].

L'autre économie est évidemment celle du temps : le mat doit être le plus rapide possible.
Enfin, il y a l'économie des variantes : le nombre de variantes (noires) doit être limité.
Par contre, il n'y a pas d'économie d'espace. Au contraire, un jeu se déroulant sur l'ensemble de l'échiquier augmente plutôt la valeur du problème.

### Qualité esthétique
La « beauté » d'un problème et ses qualités esthétiques sont une dimension importante de problème ; cependant, le jugement en la matière est plutôt affaire de goût personnel. En général, on considère que l'aspect naturel de la position (avec des camps bien délimités, comme dans une partie), l'absence de pion sont des caractéristiques appréciées.
La beauté du problème est aussi liée au caractère surprenant et inattendu de sa clé. Sont particulièrement appréciés les coups du jeu (« clé ampliative ») qui offrent une plus grande liberté apparente de jeu pour les noirs...
Les problèmes sont aussi classés en fonction de la qualité du mat.